# آیینه مقدس (شینتو)

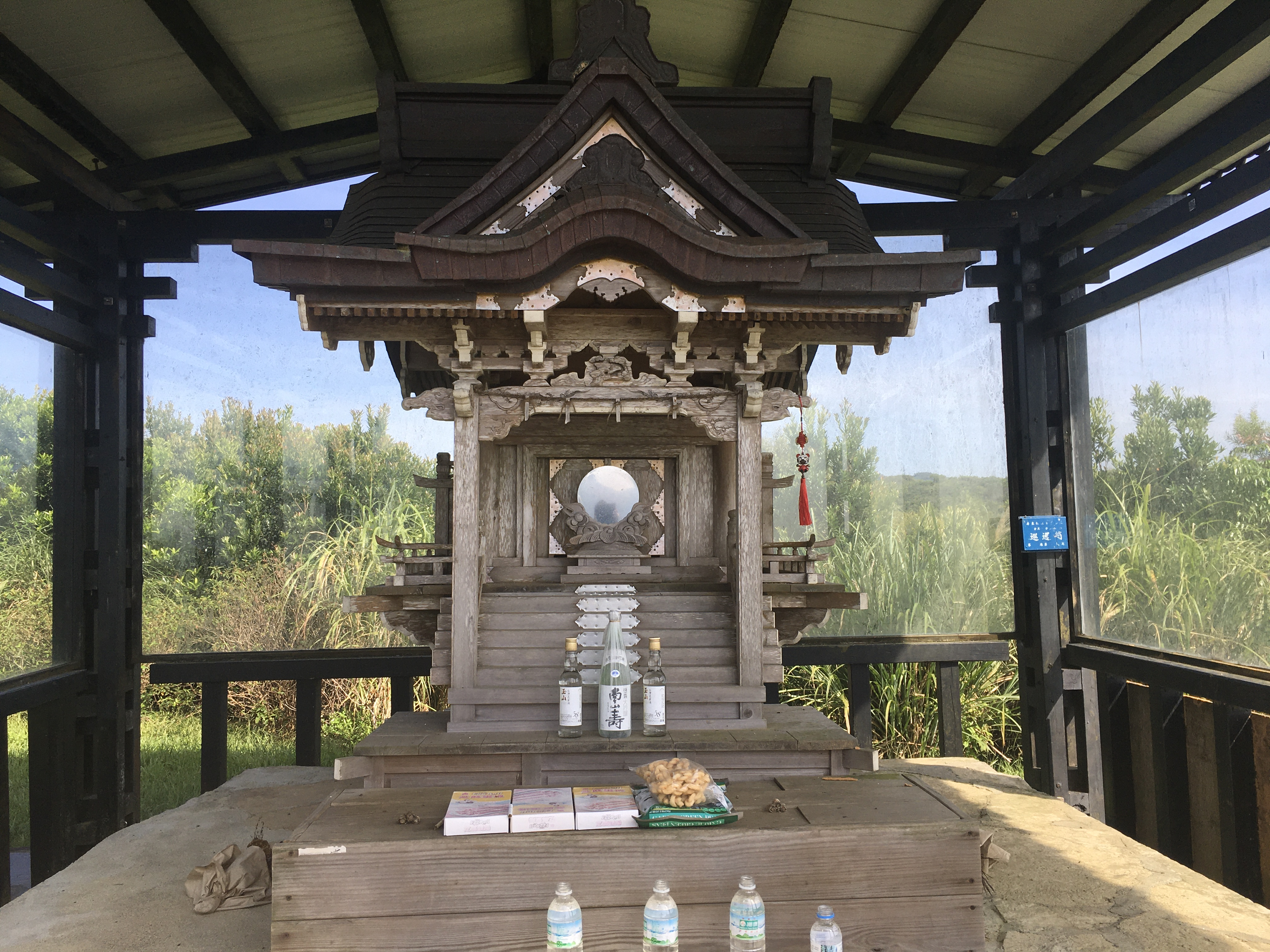
معبد گائوشی آیینه ای که در این معبد قرار دارد آیینه ای مقدس است.

آیینه مقدس، شینکیو (به ژاپنی: 神鏡) رایج‌ترین نماد در دین شینتویی است همچنین ممکن است به یاتا نو کاگامی یکی از سه گنجینه مقدس ژاپن اشاره داشته باشد. بنابر گفته‌ها این آینه در معبد ایسه در استان میه ژاپن نگهداری می‌شود.

## اهمیت آیینه در فرهنگ ژاپن
کیتاباتاکه چیکافوسا نویسنده ژاپنی در کتاب جینّوشوتوکی در سال ۱۳۳۹ نوشته‌است که:
«آیینه چیزی را پنهان نمی‌کند. بدون ذهنی خودخواه و مغرور می‌درخشد. هر چیز خوب و بد، درست یا غلط، بدون هیچ گونه دخل و تصرفی در آن منعکس می‌شود. آیینه منبع صداقت است، چرا که از فضیلتِ بازتابِ مطابق با اصلِ شی و چیزی که در آن می‌تابد بهره‌مند است. آیینه بر عدالت و بی‌طرفی اراده الهی دلالت دارد.»

## در شینتو
آیینه وقتی در معبد شینتویی قرار داده می‌شود، می‌تواند از اشیای مقدسی باشد که پرستیده می‌شوند در این صورت آیینه در محفظه درونی معبد قرار می‌گیرد که برای روحانی زیارتگاه و زائران معبد قابل رویت نیست. یا اینکه آیینه می‌تواند جنبه تزئینی داشته باشد که در این صورت همیشه مستقیماً جلوی در ورودی اتاقک درونی معبد قرار داده می‌شود. آیینه نور و روشنی پاک و پاکیزه ای دارد که همه چیز را همان‌طور که هست نشان می‌دهد. آیینه سمبول ذهن پاک و بدون زنگار کامی است و در عین حال به مثابه تجسم نمادین و مقدس وفاداری فرد زائر نسبت به کامی زیارتگاه تلقی می‌شود. در اساطیر ژاپن آیینه شی‌ای اسرارآمیز است. در جامعه باستانی ژاپن آیینه به عوض کاربرد روزانه آن تقدسی تشریفاتی و مذهبی داشت. برای اتصال به روح الهه خورشید، آماتراسو، آیینه ای را بیرون غاری که الهه در آن پنهان شده بود آویزان می‌کردند. در نیهون شوکی آمده‌است که الهه خورشید به نی‌نی‌گی-نو-میکوتو نوهٔ پسری خویش و اولین میکادو یا امپراتور ژاپن گفت که آیینه را همانند روح وی پرستش و احترام کند.
در زیارتگاه بزرگ ایسه و بسیاری زیارتگاه‌های دیگر آیینه شی مقدس درون معبد است. آیینه ای هم که در مدخل پرستشگاه معبد یاسوکونی در توکیو قرار دارد حالت تزیینی دارد اما به دلیل آنکه اهدایی امپراتور میجی است ارزش والایی دارد.